# Politura

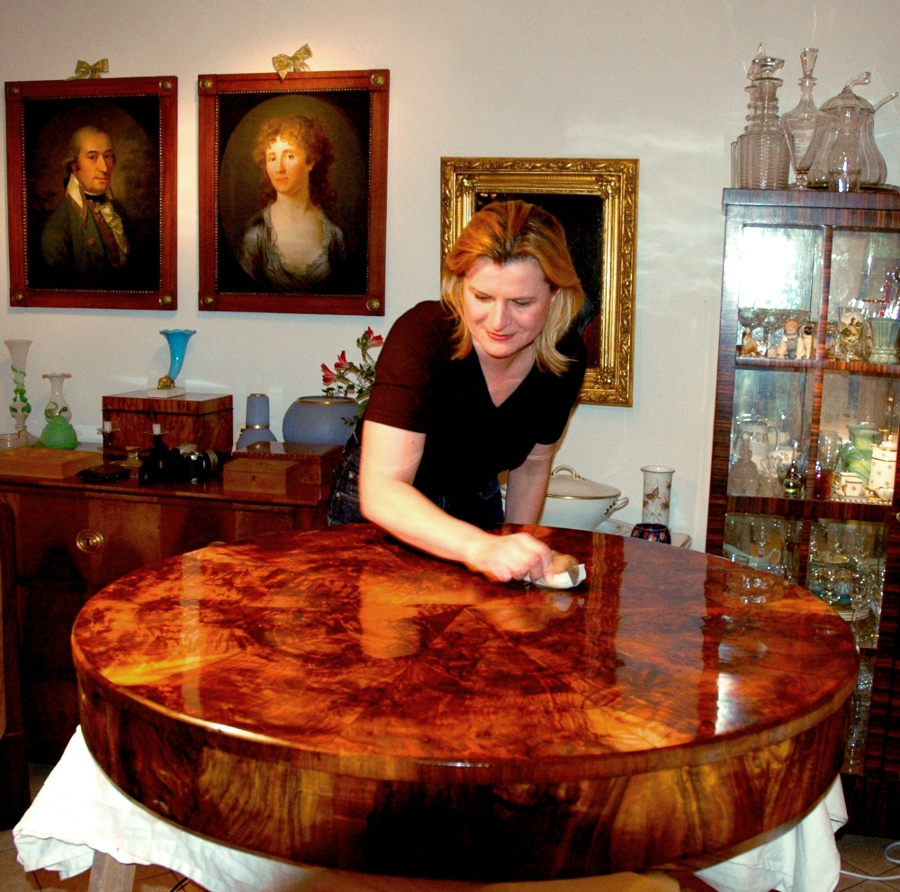
Stół pokryty politurą

Politura – spirytusowy roztwór szelaku używany w meblarstwie do wykańczania powierzchni drewna. Technika wykańczania powierzchni zwana politurowaniem znana jest od XVII w. W Polsce ten rodzaj wykończenia rozpowszechnił się w latach 20. i 30. XIX w.
Nie występuje jedna receptura na sporządzenie politury. Stolarze używają kilku stężeń (3–4) politury do całkowitego wykończenia powierzchni (10-40%)  – od najmocniejszej w początkowej fazie tzw. zacierania porów drewna, po najsłabszą w ostatnich etapach politurowania.
Politura szelakowa jest powłoką transparentną, nałożona na drewno eksponuje usłojenie i naturalną jego barwę. Zaletą takiej politury jest odwracalność procesu politurowania, można usunąć warstwę politury i ponownie ją nałożyć. Wadą zaś jest jej wrażliwość na wodę, alkohol i wysoką temperaturę, w związku z tym powierzchnie politurowane wymagają stosowania podkładek  zabezpieczających blaty przed gorącymi czy wilgotnymi naczyniami.
Politury mają różne odcienie: bezbarwny, cytrynowy, pomarańczowy bądź rubinowy.
Do politurowania oprócz szelaku naturalnego stosowane są termoplastyczne niemodyfikowane żywice syntetyczne w spirytusie. Politura nitrocelulozowa jest politurą szelakową z dodatkiem lakieru nitrocelulozowego, która jest twardsza, bardziej trwała i odporniejsza na działanie wody.  Do politury szelakowej i nitrocelulozowej dodawany bywa środek matujący uzyskując tzw. matyny, które dają pokrycie o jedwabistym połysku. Do politury dodaje się czasem barwnik np. do czarnej politury oczyszczoną sadzę angielską, nigrozynę lub bejcę anilinową.
Powierzchnia przeznaczona do politurowania powinna być równa i pozbawiona wszelkich fałd czy wgięć. Politurę nanosi się na powierzchnię tamponem wełnianym owiniętym w czystą lnianą lub bawełnianą szmatkę lub watą owiniętą bawełnianą albo jedwabną szmatką. Nasycenie tamponu politurą reguluje się w zależności od chłonności podłoża i grubości nałożonej już warstwy. Pory drewna i mniejsze nierówności zaciera się sproszkowanym drobno pumeksem wymieszanym z politurą lub posypuje się powierzchnię sproszkowanym pumeksem i wciera  nasączonym politurą tamponem.
Tampon należy prowadzić równomiernie, niezbyt szybko, wykonując ruchy okrężne i ósemkowe. Pracuje się na całej powierzchni jednakowo, nie zatrzymując się, gdyż można odwarstwić nałożone już warstwy. Aby tego uniknąć, w trakcie politurowania dla lepszego poślizgu można na tampon dodać krople  oleju lnianego lub wazeliny. Czynność powtarza się wielokrotnie, z kilkugodzinnymi (dla wyschnięcia) przerwami (nakłada się kilka warstw politury o tym samym stężeniu). Ostatnie warstwy politury mają niższe stężenie i zaprzestaje się używania oleju. Końcowym etapem politurowania powinno być przetarcie powierzchni tamponem nasyconym czystym alkoholem. Po wytrawieniu resztek oleju i wypolerowaniu powierzchnia przedmiotu powinna być błyszcząca.

Bardziej błyszcząca jest politura w stylu francuskim, angielska jest cieńsza i mniej błyszcząca.